# Coluto
Coluto es un poeta épico perteneciente al final del siglo V o principios del VI d. C. Según la Suda, vivió en la época del emperador Anastasio I y su lugar de origen era Licópolis, en la región  de Tebas, en Egipto.
La Suda le atribuye varias obras perdidas, Kalidōniaká, Enkomia y Persiká. Sin embargo, también se le atribuye la autoría de una obra que no se cita en la Suda, pero que sí se ha conservado: El rapto de Helena (Ἁρπαγὴ Ἑλένης). El rapto de Helena es un poema de 392 versos que trata el mito del origen de la guerra de Troya como resultado del llamado juicio de Paris y el subsiguiente rapto de Helena. 